# Weneg
Weneg of Weneg(nebti) was de vierde koning (farao) van de 2e dynastie van het oude Egypte. Veel van de koning is niet bekend.

## Identificatie
Deze farao is alleen maar bekend van zijn cartouche, en de nebtynaam. Zijn naam is redelijk betwistbaar. Andere namen voor hem zijn: Wadj-nes, Wadj-las, Tlas (volgens Manetho), of Horus Za.
Volgens W. Bartha moet de heerser met Sechemib worden geïdentifeerd en dan heeft de koning 7 jaar geregeerd. Volgens Jürgen von Beckerath heeft de koning ook 7 jaar geregeerd van 2767 tot 2760 v. Chr.
De Abydos en Saqqara koningslijst reppen allebei over de koning.

## Bewijzen / documenten
- Er zijn sporen gevonden van aardewerk potten met daarop in hiërogliefen de naam.
- In het begin van 2002 is het graf van Merineith gevonden (18e dynastie) door de Universiteit Leiden. Ze vermoeden dat in het graf een ander, onvoltooid graf zit van Weneg(nebti).
- De naam van Weneg(nebti) is gevonden op een aantal ingekerfde potten / kruiken. Die zouden zijn gevonden in de onderaardse ruimte van de trappenpiramide van Djoser.

## Externe Bron
- Lees meer over Weneg op: xoomer.alice.it/francescoraf/hesyra/wneg.htm